# Dengelegi Pongrác János

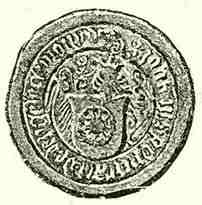
Dengelegi Pongrác János pecsétje

Dengelegi Pongrác János (1436 előtt – 1476. december 28.) erdélyi vajda 1462–1465, 1468–1472, illetve 1475–1476 között, Hunyadi Mátyás idején.

## Pályafutása
Apja Dengelegi Pongrác György, anyja Hunyadi János féltestvére, Csolnokosi Klára volt. A család emelkedése Hunyadi János idején kezdődött, és Mátyás király alatt folytatódott.
Feltételezhető, hogy Pongrác János 1436. előtt született, mivel 1451-ben neve ellentmondóként szerepelt egy perben, amihez viszont a törvények értelmében legalább tizennégy évesnek kellett lennie.
1461-ben asztalokmesterként említették, 1462-ben erdélyi vajda és székely ispán lett, 1465-től Szolnok vármegye főispánja is. Részt vett az 1467-es moldvai hadjáratban. Másodszor az 1467-es erdélyi felkelés után viselte ezt a tisztséget, harmadik vajdai kinevezését 1475-ben kapta. Első vajdai megbízatása során folytatta az elődje, Rozgonyi Sebestyén által elkezdett konszolidációt, emellett katonai sikereket is ért el: 1463-ban kiűzte Ali szandsákbéget a temesi végvidékről. Második megbízatását az 1467-es erdélyi felkelés leverése után kapta, így feladata a büntetés illetve a tartomány hűségének megszilárdítása volt. Mindkét esetben társa is volt a tisztségben: először Újlaki Miklós, másodszor Monoszlói Csupor Miklós volt a másik vajda. Harmadszorra egyedüliként állt Erdély élén; feladata a központi akarat érvényesítése volt. 1476. februárban részt vett Szabács várának ostromában.
Szolgálatai jutalmául számos királyi adományban részesült: 1464. májusban András nevű testvérével együtt Szászsebest kapta, 1464. szeptemberben Szabadkát, ahol 1470-ben várat építtetett. 1468-ban, az előző évi erdélyi felkelés után a lázadó illyei Dienes családtól elkobzott birtokokat kapta meg; ezek közé tartozott a marosillyei kastély és tartozékai, valamint Al-Diód, Homurád, Plop, Orbest, Fenes, Vajlalonga, Homoród, Vorca, Viszka, Marisfalva, Obursia, FelsőObursia, Csertézs, Meszesdragomérfalva (Mező-Dragomérfalva), Kamarzenest, Danilafalva, Bratutest, Szád, Lazura, Kut(h)átya, Elves, Kuneste (Kunestő), Bácsafalva, Ko(z)sa, Bacsisora, Tatárfalva, Bo(z)slik, Glod, Zám, Bokorfalva, Ketrefalva, Perrest, Tamásfalva, Dragobratest, Szelestye, Mikafalva, Poganest, Cserbinye, Almás, Balta, Kőfalu, Tősfalu, Papfalva, Dragomérfalva, Barbfalva, Molnosfalva, Szénásfalu, Burgesfalu, Juga-Péterfalva (Juga-Péterfalu), Mogabelán birtokok; Bradicsel, Petrest és Gadonest fele, Mezed, Kaján, Boson, Hosszúliget, Kőfalu birtokok, Németi, Folt, Terek (Törek), Papfalva, Pusztatelek, Szalcsva, Filepkő, Szlatina, Pozsega (Pozsaga), Hidegfalu helységek részei, Gyoszán és Hasznosfalva puszták. 1470-ben a Bebek család kihalásával az Almási vár, illetve Gorbó és Buza városok. és ezek tartozékainak birtokába jutott.
Mátyás király és Aragóniai Beatrix nápolyi esküvőjén az egyházi szertartás során ő képviselte a király személyét. Az esküvői mulatozás alatt hunyt el. Mátyás király díszes gyászünnepséget rendeztetett számára Budán, mielőtt a holttestet Gyulafehérvárra vitték volna. Sírköve a tövisi kolostortemplom szentélyében található.